# Pogo (Ouangolodougou)
Pour les articles homonymes, voir Pogo.
Pogo  est une localité du Nord de la Côte d'Ivoire et appartenant au département de Ferkessédougou, Région des Savanes. La localité de Pogo est un chef-lieu de commune.